# Тарманчуканский тоннель
Тарманчука́нский тонне́ль — двухпутный железнодорожный тоннель, проходящий под одним из отрогов Малого Хинганского хребта. Один из семи Хинганских тоннелей. Расположен на 8140-м километре Транссибирской магистрали в Архаринском районе Амурской области между станциями Тарманчукан и Кундур-Хабаровский. Самый длинный на Транссибирской магистрали сухопутный тоннель. Эксплуатируется Дальневосточной железной дорогой.
При постройке Амурской железной дороги от ст. Куэнга до Хабаровска многие пересекавшие трассу водоразделы преодолевались тоннелями, достигавшими порой длины 2 км и более. На участке от Архары до Биры за 1912—1915 года были построены пять мостов и семь тоннелей. Все тоннели строились под два пути, но вплоть до 30-х годов для движения использовался только один путь, второй для ремонтных работ.
Тарманчуканский тоннель был значительно обводнен, склонен к большому наледеобразованию, поэтому в 1990 году началось сооружение нового двухпутного тоннеля в 70-113 метрах южнее старого тоннеля. Строительство осуществлял тоннельный отряд № 12 (впоследствии ООО «Дальтоннельстрой» — дочерняя компания ОАО «Бамтоннельстрой») с участием Дальневосточной горностроительной компании. Из-за проблем с финансированием оно продолжалось 13 лет. 9 декабря 2004 года новый тоннель торжественно был принят в эксплуатацию, старый тоннель был законсервирован.